# Andriashevia aptera
Andriashevia aptera és una espècie de peix de la família dels zoàrcids i de l'ordre dels perciformes.

## Morfologia
- Els mascles poden assolir 19,3 cm de longitud total.[3][4]

## Hàbitat
És un peix marí i d'aigües profundes que viu entre 10-1.025 m de fondària.

## Distribució geogràfica
Es troba a la costa pacífica del Japó.

## Observacions
És inofensiu per als humans.